# Peggy March
Peggy March (nome de nascimento Margaret Annemarie Battavio, 8 de março de 1948, em Lansdale, Pensilvânia)  é uma cantora pop americana. Ela é conhecida principalmente por sua música de 1963 que atingiu um milhão de vendas "I Will Follow Him". Embora ela às vezes seja lembrada como uma maravilha de um sucesso só, ela continuou a ter sucesso na Europa até os anos '70.

## Carreira
Ela foi descoberta aos 13 anos cantando no casamento de sua prima e foi apresentada aos produtores de discos Hugo & Luigi. Eles deram a ela o apelido de "Little Peggy March" porque ela tinha apenas 1,43 metros de altura, ela tinha apenas 13 anos, o álbum que ela fez com eles foi o "Little Me" e seu aniversário foi em março.
Em 24 de abril de 1963, seu single "I Will Follow Him" subiu para o número um nos EUA.

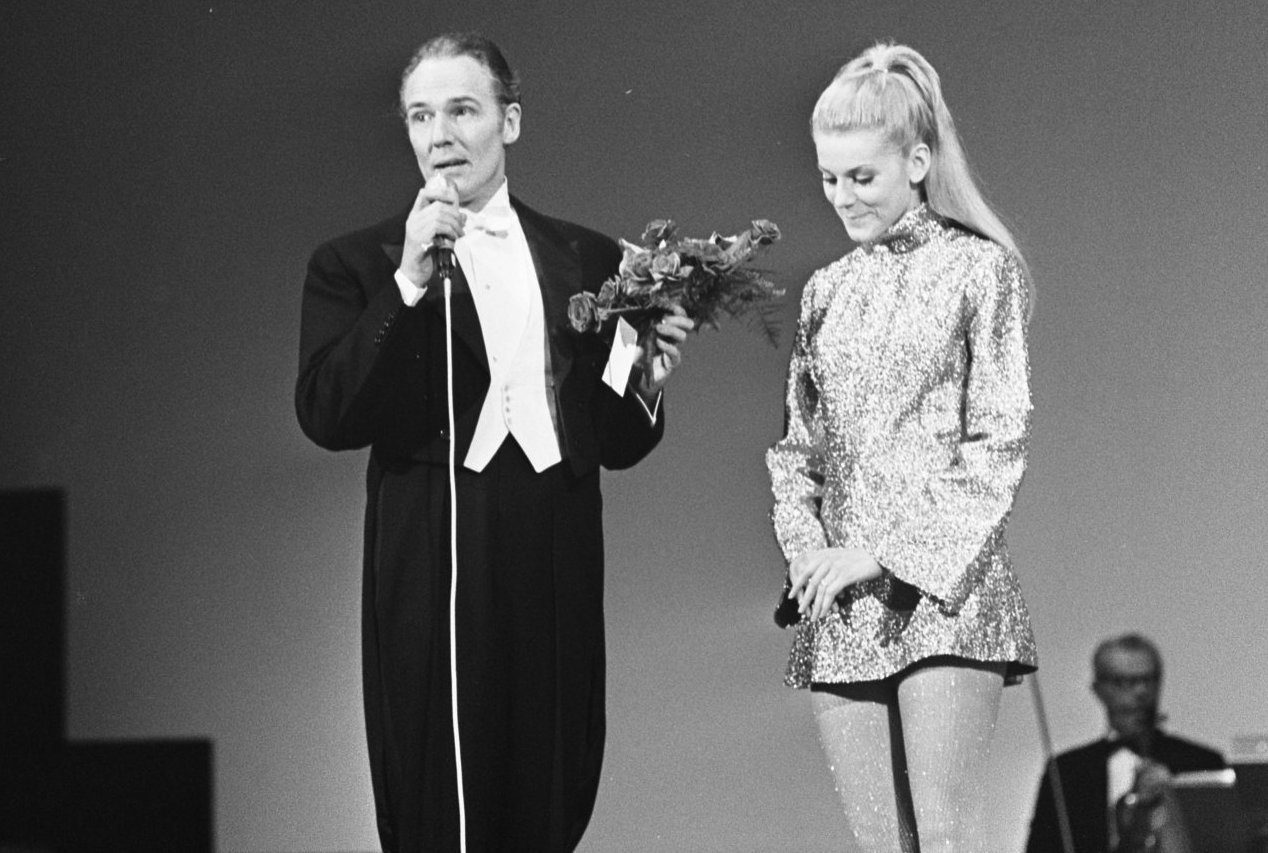
Guus Oster com Peggy March, 1969